# 角替和枝
角替 和枝（つのがえ かずえ、1954年〈昭和29年〉10月21日 - 2018年〈平成30年〉10月27日）は、日本の女優。本名は柄本 和枝（えもと かずえ）、旧姓は角替。
静岡県富士市出身（庵原郡富士川町出生）。劇団東京乾電池所属。最終の所属事務所はノックアウト。夫は俳優の柄本明、子供のうち長男の柄本佑、次男の柄本時生は俳優で、他に長女（第一子）がいる。

## 来歴・人物
静岡県立吉原高等学校卒業。高校生時代から部活動は演劇部。内田栄一と金子正次の劇団東京ザットマンの立ち上げに参加し、芝居を始めた後、駒澤大学入学と同時につかこうへい事務所に所属し、劇団「暫」に参加。大学卒業の年に東京乾電池に所属。『コメディー道中でござる』、NHK朝の連続テレビ小説『ハイカラさん』や『おひさま』等に出演し認知度を上げていく。その後も名バイプレーヤーとして人気を博し数多くの作品に出演。
1981年、26歳のときに東京乾電池座長の柄本明と結婚。子は俳優として活動する佑、時生と第一子である長女（かのこ・映画関連に従事）。家族からは「和枝ちゃん」と呼ばれている。夫のことは「えもっちゃん」と呼んでいる。
自他共に認めるゲーマー。佑によれば、怒ると「マリオやゼルダから何を学んだんだ!」とゲームを引き合いにしたり、『クラッシュバンディクー』にハマり過ぎて手を疲労骨折したが、手を固定しながらもやり続けた。
かつてはキャラクターショーにも出演しており、『アルプスの少女ハイジ』ショーのペーター役が神業と評され、様々なショーにペーター役で呼ばれていた。
2016年よりシニア向けの演劇ワークショップ「和枝さんのお芝居入門」を主宰する。
原発不明がんによる約1年間の闘病生活を経て、2018年10月27日午前6時27分に東京都内の自宅で死去。64歳没。通夜、葬儀は密葬で営まれた。

## 出演

### テレビドラマ

#### NHK総合
- 御宿かわせみ「初春の客」（1981年）
- 連続テレビ小説
  - ハイカラさん（1982年）
  - ひまわり（1996年） - 河村真理子
  - あぐり（1997年） - 大徳寺喜久
  - 私の青空（2000年） - 宮川杏子
  - おひさま（2011年） - 宮本ハル（タケオの母） [注釈 1]
  - 花子とアン（2014年） - 宮本浪子
- シャツの店（1986年） - 越野清子
- 遠い親戚 近くの他人?（1999年）
- 茂七の事件簿 新ふしぎ草紙（2002年） - おたか
- 楽園のつくりかた（2003年） - 杉本先生
- 大河ドラマ・武蔵 MUSASHI（2003年） - やす
- 女神の恋（2003年） - 末松吉子の母
- 慶次郎縁側日記（2006年） - おきょう
- てのひらのメモ（2010年） - 石浜加根子
- 恋するキムチ（2011年） - 刈谷正枝
- 本日は大安なり（2012年） - 十倉和子
- 実験刑事トトリ（2012年） - 佐々木信子
- 水族館ガール（2016年） - ラブホテルのおばちゃん
- 舞え!KAGURA姫（2016年） - 児玉マチ子
- 夏目漱石の妻（2016年） - 婆や・たか
- 荒神（2018年） - 多江[8]
- 透明なゆりかご（2018年） - 神村千代

#### 日本テレビ
- 奇跡の人（1998年）
- P.A.（1999年） - 町田環
- 明日があるさ（2001年）
- 夜逃げ屋本舗（2003年） - 岸本幸子
- 黄金の豚-会計検査庁 特別調査課-（2010年） - 池之端須麻子
- マネーの天使〜あなたのお金、取り戻します!〜（2016年） - 近石みゆき
- 火曜サスペンス劇場
  - 救急指定病院（1992 - 1999年） - 青木菖子
  - だます女だまされる女（2001 - 2006年） - 須藤敏子
  - 松本清張スペシャル・事故（2002年） - 高田真弓
  - 緊急救命病院（2003 - 2005年） - 滝沢邦子
- ドラマ・コンプレックス
  - ウィルスパニック2006夏〜街は感染した〜（2006年） - 中村和子
  - 女検事・霞夕子（2006年） - 冨田朱実

#### TBS
- 青春泥棒・徹と由紀子（1984年） - 徳田法子
- 芸能社会（1990年）
- 結婚したい男たち（1991年） - 鯨岡和江
- 天使のように生きてみたい（1992年） - 堀江和美
- 天国からもういちど（1993年）
- ボクの就職（1994年）
- ぽっかぽか（1994 - 1996年） - 園長先生
- 先生知らないの?（1998年） - 宗方正子
- 魔女の条件（1999年） - 下田主任
- やんパパ（2002年）
- 年下の男（2003年）- 銀座弁当従業員 役
- 虹のかなた（2004年） - 松村栄子
- 涙そうそう この愛に生きて（2005年） - 村上蕗子
- 温泉へGo!（2008年） - 西野恵子
- オーバー30（2009年） - 蛯原珠子
- となりの芝生（2009年） - 花田あき
- 水戸黄門 第42部 第14話「命を張った弥七の度胸 -松江-」（2011年） - 藤乃
- MONSTERS（2012年） - 内田和枝
- Dr.DMAT（2014年） - 桐谷珠代
- 月曜ミステリー劇場
  - 弁護士 朝吹里矢子1（2002年） - 家政婦・岡田
  - 万引きGメン・二階堂雪（2003年） - 小島一枝
  - カードGメン・小早川茜（2003年） - 内村輝子
  - 外科医さやかの執刀事件簿（2003年） - 飯島洋子
- 月曜ゴールデン
  - おふくろ先生のゆうばり診療日記（2008年） - 中沢たえ
  - 税務調査官・窓際太郎の事件簿19（2009年） - 野崎和江
  - おんな風来マジシャン・マリコの殺人事件簿（2010年） - 花岡喜子
  - 刑事シュート しゅうと&ムコの事件日誌2（2010年） - 河瀬ゆり
  - ヤメ判 新堂謙介 殺しの事件簿3（2014年） - 松野文江
  - 新・世直し公務員ザ・公証人12（2015年） - 鈴木寿々子
  - 警視庁機動捜査隊216V（2015年） - 竹山和子
- 月曜名作劇場
  - はぐれ署長の殺人急行1（2016年） - 岩井絹江

#### フジテレビ
- 世にも奇妙な物語
  - ハイ・ヌーン（1992年） - 蓉子
- 金曜女のドラマスペシャル
  - はるちゃん・待ちくたびれた女（1987年）
- いまどきの姑（1987年）
- 教師びんびん物語II 第1回「帰ってきた龍之介」（1989年、フジテレビ）
- あぶない女たち（1990年）
- サスペンス・明日の13章「灰色の記念碑」（1993年）
- ボクたちのドラマシリーズ
  - 白鳥麗子でございます！（1993年）
- 金曜エンタテイメント
  - 腕まくり看護婦物語（1993 - 2000年） - 中館昌枝
- 妊娠ですよ（1994年） - 岡村由美
- 指輪 (小説)（1995年） - 里中範子
- 救命病棟24時（1999年）
- 学校の怪談（2000年） - 大家
- 嵐がくれたもの（2009年） - 神崎静子
- モメる門には福きたる（2013年） - 川崎信子
- スターマン・この星の恋（2013年） - 古女房
- リーガルハイ（2013年） - 赤松鈴子
- 残念な夫。（2015年） - 牧田京子
- イタズラなKiss2〜Love in TOKYO（2015年） - 吉田トヨ
- 南くんの恋人〜my little lover（2015年） - 南登美子
- 金曜プレミアム 「新・京都殺人案内」 (2018年) - 茜　役
- いつまでも白い羽根（2018年） - 岩谷ゆり子
- 金曜プレミアム 「船越英一郎殺人事件」（2018年） - 市川悦子

#### テレビ朝日
- 土曜ワイド劇場
  - ドクVSデカ（2004年） - 塩原珠代
  - 渡り番頭・鏡善太郎の推理（2005年） - 黒木百合江
  - タクシードライバーの推理日誌（2007年） - 木村昌江
  - 刑事・野呂盆六（2008年） - 桾原双葉
  - 森村誠一の終着駅シリーズ（2009年） - 大谷圭子
  - 弁護士・森江春策の事件（2009年 - ） - 町田澄代
- 大空港'92（1992年） - 磯部麗子
- レッスンC（1993年） - 村上信一の母
- 仮面ライダー龍騎（2002年） - 神崎沙奈子
- PS -羅生門-（2006年） - 森角喜代子
- 警視庁捜査一課9係（2006年） - 奥津朝子
- おみやさん（2006年） - 鈴木たえ
- 京都地検の女（2007年） - 末松加寿子
- 科捜研の女（2008年） - 折口昭子
- メイド刑事（2009年） - 神保由乃
- 忠臣蔵〜その男、大石内蔵助（2010年） - おまき
- 最強のふたり〜京都府警 特別捜査班〜（2015年） - 玉井加寿代
- 黒の斜面（2016年） - 柏木絹代

#### テレビ東京
- 水曜ミステリー9
  - 捜査検事・近松茂道（2003年） - 高杉彩子
  - 女かけこみ寺 刑事・大石水穂（2008年 - ） - 梅松タケ子
- あぶない少年III（1988年）
- 牙狼-GARO-スペシャル 白夜の魔獣（2006年） - 我雷法師
- 復讐するは我にあり（2007年） - 青木美佐子
- 孤独のグルメ（2013年8月14日） - 山源店員・お母さん 役
- 太鼓持ちの達人〜正しい××のほめ方〜（2015年） - 新津間修子
- 僕らプレイボーイズ 熟年探偵社（2015年） - 吉崎仁美
- 侠飯〜おとこめし〜（2016年） - 酢田静香[9]

#### BSフジ
- BARレモン・ハート SEASON2 第12話（2016年6月20日） - 亀代

#### WOWOW
- なぜ君は絶望と闘えたのか（2010年） - 町田早苗
- 誤断（2015年） - 山口登喜子
- 稲垣家の喪主  (2017年)   - 稲垣千枝

#### UHF
- 幼獣マメシバ（2009年） - 芝富子

### 映画
- ヒポクラテスたち（1980年） - 吉川直子
- 異人たちとの夏（1988年） - 仲居
- 北京的西瓜（1989年）
- 良いおっぱい悪いおっぱい（1990年） - 今川町子
- 打鐘（1993年）
- 居酒屋ゆうれい（1994年） - ちづる
- 東京兄妹（1995年） - 和菓子屋の女将
- 時の輝き（1995年） - 来島看護師
- ガメラ2 レギオン襲来 （1996年） - 穂波碧の母
- 学校III（1998年）
- 緑の街（1997年） - 松井
- 虹をつかむ男（1997年） - 平山綾
- ひみつの花園（1997年） - 鈴木富子
- 大怪獣東京に現わる（1998年） - 森永伸子
- GTO（1999年） - 市川政美
- 無問題（1999年）
- アドレナリンドライブ（1999年） - 婦長
- ジュブナイル（2000年） - 駄菓子屋のおばさん
- リング0 バースデイ（2000年） - 須藤教諭
- ざわざわ下北沢（2000年） - 造形作家の妻
- 折り梅（2001年）
- ウォーターボーイズ（2001年） - 和菓子屋の女将
- 群青の夜の羽毛布（2002年）
- AIKI（2002年） - 清掃のおばちゃん
- 仮面ライダー龍騎 EPISODE FINAL（2002年） - 神崎沙奈子
- 明日があるさ THE MOVIE（2002年） - 陶器屋女将
- 黄昏流星群 同窓会星団（2002年） - 看護婦長
- 仮面ライダー555 パラダイス・ロスト（2003年） - 八百屋　※友情出演
- さよなら、クロ（2003年） - 神戸孝二の母
- Laundry（2002年） - 写真おばさん
- 油断大敵（2003年） - 工藤和代
- ドラッグストア・ガール（2004年） - ホステス
- ウイニング・パス（2004年） - 小林智子
- 理由（2004年） - 皆川康子
- 風のダドゥ（2006年）
- あかね空（2006年） - おみつ
- マリと子犬の物語（2007年） - 本間早苗
- イキガミ（2008年） - 園長先生
- 世界で一番美しい夜（2008年）
- 石内尋常高等小学校 花は散れども（2008年） - 尾形芳枝
- MW（2009年） - 川村夫人
- 釣りバカ日誌20 ファイナル（2009年） - 久保弘恵
- ワカラナイ（2009年）
- この手のひらほどの倖せ（2010年） - 本条恭子
- 誘拐ラプソディー（2010年） - 「斉藤工務店」のおかみさん
- 脇役物語（2010年）
- ランニング・オン・エンプティ（2010年） - ヒデジの母
- 学校をつくろう（2011年） - 相馬幾田
- デンデラ (小説)（2011年） - 桂川マクラ
- この空の花（2012年）
- マメシバ一郎3D（2012年） - 芝富子
- マメシバ一郎 フーテンの芝二郎（2013年） - 芝富子
- 100回泣くこと（2013年）
- 「また、必ず会おう」と誰もが言った。（2013年） - 柳下富江
- 飛べ!ダコタ（2013年）
- なにもこわいことはない（2013年）
- 抱きしめたい -真実の物語-（2014年） - 小柳雅己の母
- 万能鑑定士Q -モナ・リザの瞳-（2014年） - 江来香織
- 春を背負って（2014年）
- イン・ザ・ヒーロー（2014年）
- 0.5ミリ（2014年） - 浜田
- くちびるに歌を（2015年） - 仲村キヨ
- 牙狼〈GARO〉-GOLDSTORM- 翔（2015年） - 老婆
- トマトのしずく（2017年） - 斉藤さん
- 島々清しゃ（2017年）
- セブンティーン、北杜 夏（2017年） - 川口千恵子
- あさひなぐ（2017年） - 依田理事
- リングサイド・ストーリー（2017年）
- 犬猿（2018年）
- いつも月夜に米の飯（2018年）
- Diner ダイナー (2019年)  - オオバカナコのおばあちゃん
- アルキメデスの大戦（2019年）

### 舞台
- サクラパパオー（2002年、パルコ劇場）
- 獅童流 森の石松（2006年）
- 宮廷女官チャングムの誓い（2007年、日生劇場）
- 秘密の花園（2009年、下北沢ザ・スズナリ（演出））
- 藤島土建（2010年、本多劇場）
- 菊次郎とさき（2012年） - 北野家の大家 役

### バラエティ
- 笑ってる場合ですよ!
- コメディーお江戸でござる
- コメディー道中でござる

### CM
- 日本生命保険
- AEON
- バファリン (LION)
- ACジャパン・臓器提供意思表示カード「柄本家、話し合う」(2012年)